# Condylostylus cilitibia
Condylostylus cilitibia är en tvåvingeart som beskrevs av Octave Parent 1939. Condylostylus cilitibia ingår i släktet Condylostylus och familjen styltflugor.
Artens utbredningsområde är Honduras. Inga underarter finns listade i Catalogue of Life.